# Raquel Friera
Raquel Friera (Tarragona, 1978) és una artista catalana. Llicenciada en Econòmiques, va finalitzar els seus estudis de Belles Arts el 2006. En les seves obres tracta temes que afecten de manera incisiva els temps que vivim, com són la immigració, el valor del temps, les dones o l'economia.
L'any 2007 presenta Sobre perder el tiempo, una videoinstal·lació sobre la importància del temps i com s'utilitza a la nostra societat. En la mateixa línia, Tiempo libre és un sèrie fotogràfica que va obtenir el Premi Compra de la Biennal d'Art Ciutat d'Amposta Biam 2010. Amb la temàtica del temps afegeix el concepte de l'espera amb el vídeo A La Habana- Gáimaro (2010).
A Istanbul l'any 2008 comença a treballar amb una altra temàtica que serà essencial en la seva producció: Les dones. Cal destacar dos instal·lacions, From the window i Space of possibles.
El 2012 reprèn el tema de la immigració amb la videoinstal·lació 1.432.327 m2 amb aquest vídeo Raquel Friera va guanyar la Biennal d'Art d'Amposta 2012. I pel que fa a la temàtica de l'economia, podem destacar Lo prometido es deuda, Pseudo peregrinació, Barcelona-Montserrat (2013); Deudas sin intereses.
L'any 2012 va rebre el premi Biennal d'art Ciutat d'Amposta Biam. Ha rebut diverses beques: de recerca i creació del Consell Nacional de la Cultura i les Arts (Conca) per desenvolupar el seu projecte Space of possibles a Istanbul; Trans-missions de Künstainer per realitzar el projecte La Selva laboral a Tarragona; de formació del Conca, que li va permetre realitzar la residència a Platform Garanti, a Istanbul; i de formació i perfeccionament, també del Conca, amb la qual va anar a Nova York a fer un curs de cinema a la NYFA (New York Film Academy).
El 2021, juntament amb el filósof Xavier Bassas va fundar un exposició anomenada l'Instituto del Tiempo Suspendido (ITS) al Musac de Lleó, on els visitants aprofundeixen sobre la seva relació amb el temps i poden millorar la seva "ansietat temporal” o "cronofòbia galopant”.